# Maremma

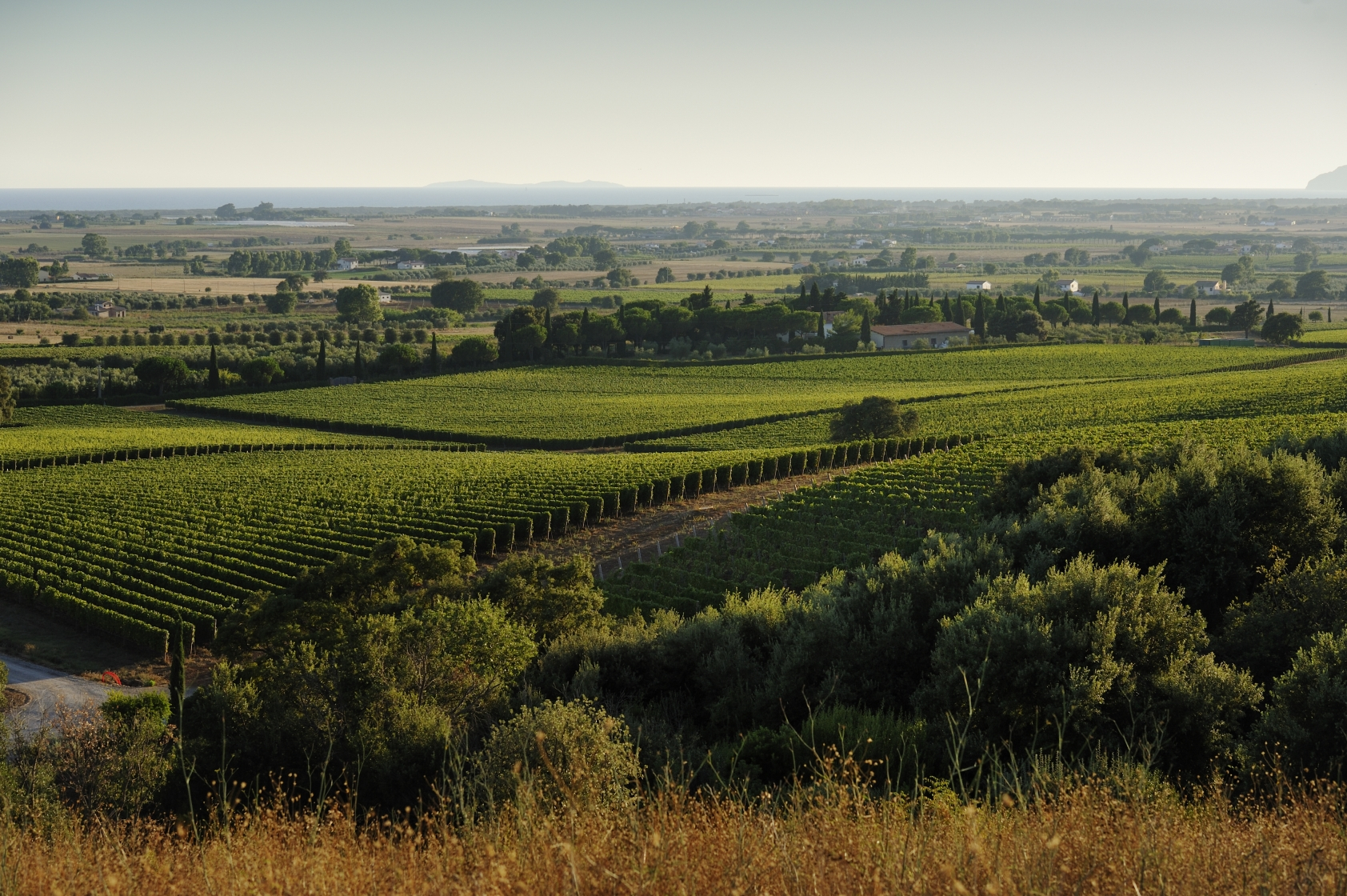
Paisagem da Maremma

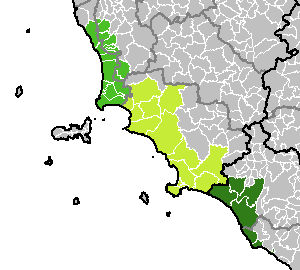
Território reconhecido como Maremma

A Maremma é uma região geográfica da Itália central de mais de 5.000 km², cuja cidade principal è Grosseto. Ela compreende parte do sud da Toscana e parte do norte do Lácio.
O poeta Dante Alighieri em sua Divina Comédia cita Maremma como a região entre Cecina, e Corneto (ou Tarquínia).
Non han sì aspri sterpi nè sì folti
quelle fiere selvagge che 'n odio hanno
tra Cecina e Corneto i luoghi colti. Canto XIII, vv. 7-9

## Filmografia
- Domani accadrà, de Daniele Luchetti (1988)
- Terra ribelle, de Cinzia TH Torrini (2010)
- Il commissario Manara, de Davide Marengo e Luca Ribuoli (2009-2011)

## Ligações Externas
- Sito dell'APT
- Il Maremma

1. ↑  https://new.comune.grosseto.it/web/comunicati/il-capoluogo-maremmano-sbarca-in-radio/ Em falta ou vazio |título= (ajuda)